# Tekken 3D: Prime Edition
Tekken 3D: Prime Edition is een computerspel in de Tekken-serie van Namco Bandai voor de Nintendo 3DS. Het spel is de tweede game sinds Tekken Advance, die op een spelcomputer van Nintendo verscheen. 
Tekken 3D: Prime Edition verscheen in de Verenigde Staten op 14 februari 2012 en in Europa op 17 februari 2012. Het verhaal is grotendeels gebaseerd op Tekken 6 met elementen uit Tekken Tag Tournament. Naast de game zelf wordt ook de film Tekken: Blood Vengeance meegeleverd op de spelcartridge.

## Personages
- Jin Kazama
- Kazuya Mishima
- Heihachi Mishima
- Alisa Bosconovitch
- Anna Williams
- Armor King
- Asuka Kazama
- Baek Doo San
- Bruce Irvin
- Bryan Fury
- Christie Monteiro
- Craig Marduk
- Eddy Gordo
- Emilie "Lili" de Rochefort
- Eleonore "Leo" Kliesen
- Feng Wei
- Ganryu
- Hwoarang
- Jack-6
- Julia Chang
- King
- Kuma
- Lars Alexandersson
- Lee Chaolan
- Lei Wulong
- Ling Xiaoyu
- Marshall Law
- Miguel Caballero Rojo
- Mokujin
- Nina Williams
- Panda
- Paul Phoenix
- Raven
- Robert "Bob" Richards
- Roger Jr.
- Sergei Dragunov
- Steve Fox
- Wang Jinrei
- Yoshimitsu
- Zafina